# Sathamba
Sathamba fou un estat tributari protegit de cinquena classe de l'agència de Mahi Kantha a la presidència de Bombai. Estava format per 22 pobles, amb 5.360 habitants el 1881 i 3.022 habitants el 1901 i amb una superfície de 47 km². Els seus ingressos s'estimaven en 6.146 rúpies el 1900, pagant un tribut de 401 rúpies al Gaikwar de Baroda, de 561 rúpies al nawab babi de Balasinor (estat veí a l'agència de Rewa Kantha) i 127 rúpies al rana de Lunavada. El seu sobirà era koli.

## Llista de thakurs
- Thakur Saheb Sardarsinhji 1840-1867
- Thakur Saheb Ajabsinhji 1867-1895
- Thakur Saheb Vijaysinhji 1895-1918
- Thakur Saheb Ratansinhji 1918-1941
- Thakur Saheb Sursionhji 1941-1948 (fill)